# منتخب المجر لكرة الأرض للسيدات
منتخب المجر الوطني لكرة الأرض للسيدات هو ممثل المجر الرسمي في المنافسات الدولية في كرة الأرض للسيدات.